# Karl Korthaus
Karl Korthaus (* 26. September 1859 in Holsten, Landkreis Osnabrück; † 15. Dezember 1933 in Berlin) war ein deutscher Genossenschaftsgründer, Verbandsfunktionär und Politiker (Zentrum). Korthaus gehört neben Eduard Pfeiffer, Victor Aimé Huber, Hermann Schulze-Delitzsch, Wilhelm Haas und Friedrich Wilhelm Raiffeisen zu den führenden Gründervätern des deutschen Genossenschaftswesens. Er gilt neben Schulze-Delitzsch als wichtigster Protagonist der gewerblichen Genossenschaftsorganisation.

## Leben
Karl Korthaus wurde als Sohn eines Volksschullehrers geboren, erlernte das Malerhandwerk und besuchte eine Kunstgewerbeschule. Anschließend arbeitete er im Malergeschäft seines Schwiegervaters. Früh erkannte er seine rednerische Begabung und setzte sich vor allem für die Interessen seines Berufsstandes ein. Im Jahre 1894 wurde er Vorsitzender des Innungsausschusses und Handwerkskammersekretär in Osnabrück. Hier begann er sich mit Genossenschaften zu befassen. Im Gegensatz zu Hermann Schulze-Delitzsch und seinen Nachfolgern befürwortete Karl Korthaus die beschränkte Haftpflicht und die Einrichtung einer staatlichen Zentralkasse für Genossenschaften. 1895 hatte man ihn deshalb als Berater zur Gründung der „Preußischen Zentralgenossenschaftskasse“ (heute DZ Bank), hinzugezogen. In den Folgejahren initiierte er in vielen Städten im Rheinland, Schlesien und Sachsen die Bildung von Gründungskomitees, was die Entstehung vieler Handwerkergenossenschaften zur Folge hatte. Er gilt daher auch als Initiator zahlreicher Handwerker- und Kreditgenossenschaften. 1896 gehörte er zu den Gründern der genossenschaftlichen Vereinsbank in Osnabrück. Bis 1903 war er dort Vorstandsmitglied.
Im Jahre 1901 wurde er geschäftsführender Anwalt des „Hauptverbandes deutscher gewerblicher Genossenschaften“. Im Jahre 1920 fusionierte die Organisation mit dem von Hermann Schulze-Delitzsch gegründeten „Allgemeinen Verband der auf Selbsthilfe beruhenden deutschen Erwerbs- und Wirtschaftsgenossenschaften“ zum „Deutschen Genossenschaftsverband“ mit Sitz in Berlin. Zum Zeitpunkt der Fusion war Schulzes Verband vor allem ein gewerblicher Bankenverband mit nur wenigen Warengenossenschaften, während Korthaus neben den gewerblichen Banken vor allem Warengenossenschaften organisierte. Im vereinigten gewerblichen Genossenschaftsverband blieb Karl Korthaus bis zu seinem Tod Mitglied der Anwaltschaft und Stellvertreter des Anwalts (=Präsident).
Anlässlich des 68. Genossenschaftstages 1932 in Dortmund wurde zur Würdigung des verdienten Genossenschaftspioniers eine Korthaus-Zigarrenserie herausgebracht. Die Sorten wurden nach den genossenschaftlichen Werten Selbsthilfe, Selbstverwaltung, Selbstverantwortung benannt. Sie konnten überall in Europa gekauft werden. Am 29. Juli 1921 zog Karl Korthaus für den verstorbenen Abgeordneten Franz Hitze für die katholische Zentrumspartei in den Deutschen Reichstag ein und gehörte diesem bis zum Ende der Legislaturperiode an. Von 1925 bis 1933 war er schließlich Mitglied im Vorläufigen Reichswirtschaftsrat, wo er Vertreter der Handwerkergenossenschaften war. Kurz vor seinem Tod stellte er sich auf die Seite des Nationalsozialismus: „Es wäre ein Unglück, wenn die genossenschaftlichen Vertreter jetzt schmollend beiseite stehen und den starken Pulsschlag der Zeit nicht vernehmen würden“ schrieb er noch 1933 in den Blättern für Genossenschaftswesen.

## Belege
- Blätter für Genossenschaftswesen. Jahrgänge 1920 bis 1933
- Helmut Faust: Geschichte der Genossenschaftsbewegung. 3. Auflage, Frankfurt am Main 1977
- 125 Jahre DZ BANK. Eine Zeitreise durch das Morgen, Heute und Gestern. Frankfurt am Main (2008), S. 40ff.
- Archiv Genossenschaftshistorisches Informationszentrum: Bestandssignatur A-DG-13 (Korthaus-Zigarre)